# La Revanche d'Ivanhoé
Pour plus de détails, voir Fiche technique et Distribution.
La Revanche d'Ivanhoé (La rivincita di Ivanhoe) est un film de cape et d'épée italien réalisé par Tanio Boccia et sorti en 1965.
Le film était prévu comme une coproduction italo-argentine, mais en raison de malentendus entre les parties, il a fini par n'être qu'un film italien, qui met néanmoins en vedette l'actrice argentine Gilda Lousek.

## Synopsis
Au château d'Hastings, des stratégies perfides sont mises en œuvre pour reprendre au faible roi Jean sans Terre la domination de l'ensemble des territoires de la région. Ils tiennent ainsi en otage Rowena, la fiancée du chevalier Ivanhoé privé de ses droits, qu'ils veulent contraindre à un mariage qui leur convienne avec Brian, protégé par Johann. Ivanhoé lui-même libère leur frère Arthur des mains des soldats d'Hastings et planifie la suite des événements avec l'ermite Tibaldo et les rebelles de Lockey.
Lorsque Rowena demande un jugement divin à la suite d'une fausse accusation, Ivanhoe se bat pour elle sans être reconnu contre le fils du patriarche d'Hastings, Bertrand. Après sa victoire, les Hastings parviennent toutefois à s'emparer d'Arthur, de sorte que Rowena accepte le mariage prévu avec Brian. Ivanhoé parvient à intercepter ce dernier alors qu'il se rend au château d'Hastings, où il se fait passer pour le marié. Arthur est libéré et conduit les rebelles au château, comme convenu avec Ivanhoé. Au cours des combats qui suivent, Bertrand se fait tuer. Jean restitue tous les droits et les terres au chevalier Ivanhoé et à sa femme Rowena.

## Fiche technique
- Titre français : La Revanche d'Ivanhoé[1]
- Titre original : La rivincita di Ivanhoe[2],[3]
- Réalisation : Tanio Boccia
- Scénario : Arpad De Riso, Nino Scolaro, Florencio Sánchez
- Photographie : Romolo Garroni (it)
- Montage : Tanio Boccia
- Musique : Giuseppe Piccillo
- Décors et costumes : Walter Patriarca
- Production : Roberto Capitani, Nèstor Gaffet
- Sociétés de production : Tevere Film
- Format : couleurs par Eastmancolor - 2,35:1 - Son mono - 35 mm
- Pays de production :  Italie
- Langue de tournage : italien
- Genre : film de cape et d'épée
- Durée : 100 minutes
- Dates de sortie : 
  - Italie : 22 janvier 1965
  - France : 10 novembre 1965

## Distribution
- Rik Van Nutter (sous le nom de « Clyde Rogers ») : Wilfred d'Ivanhoé
- Gilda Lousek : Rowena de Stratford
- Andrea Aureli : Sir Bertrand de Hastings
- Duilio Marzio : Cédric de Hastings
- Glauco Onorato : Lockey
- Nando Tamberlani (it) : Prieur de Wessex
- Arianna Gorini : Isabella
- Tullio Altamura (it) : Redbourne
- Wladimiro Tuicovich : Wilfred Cox
- Nerio Bernardi : Donald le geôlier
- Mario Pasquini : Arthur de Stratford
- Wladimiro Picciafuochi
- Renato Terra
- Furio Meniconi : Etimbaldo

## Accueil critique
Cette « aventure romantique de chevaliers » est l'une des nombreuses adaptations cinématographiques du sujet - et pas la pire, malgré des moyens limités, selon mymovies.it. L'Evangelischer Filmbeobachter arrive à la conclusion suivante : « Un livre d'images italien naïf et plein d'aventures sur l'Angleterre du XIIIe siècle. A partir de 12 ans, sans recommandation ».